# Избори за предсједника Републике Српске 2006.
Избори за предсједника Републике Српске 2006. одржани су 1. октобра 2006. као дио општих избора у БиХ. За предсједника је изабран Милан Јелић, а за потпредсједнике Адил Османовић и Давор Чордаш. Број важећих гласова био је 554.571 (93,65%), а неважећих 37.625 (6,35%). Од укупног броја важећих гласова, на редовним бирачким мјестима било их је 530.638 (95,68%), поштом 13.348 (2,41%), у одсуству 8.585 (1,55%), те на потврђеним гласачким листићима 2.000 (0,36%).

## Резултати
| Кандидат              | Политички субјекат                                                             | Број гласова | %     | Изабран / Није изабран |
| --------------------- | ------------------------------------------------------------------------------ | ------------ | ----- | ---------------------- |
| Милан Јелић           | Савез независних социјалдемократа                                              | 271.022      | 48,87 | Предсједник            |
| Драган Чавић          | Српска демократска странка                                                     | 163.041      | 29,40 | није изабран           |
| Адил Османовић        | Странка демократске акције                                                     | 22.444       | 4,05  | Потпредсједник         |
| Слободан Наградић     | Партија демократског прогреса                                                  | 19.623       | 3,54  | није изабран           |
| Мирсад Махмутовић     | Странка за БиХ                                                                 | 18.744       | 3,38  | није изабран           |
| Ђурађ Давидовић       | Српска радикална странка др Војислав Шешељ                                     | 14.852       | 2,68  | није изабран           |
| Перо Букејловић       | Демократски покрет Српске                                                      | 12.690       | 2,29  | није изабран           |
| Хакија Мехољић        | Социјалдемократска партија БиХ                                                 | 11.292       | 2,04  | није изабран           |
| Давор Чордаш          | Хрватска коалиција за једнакоправност                                          | 4.598        | 0,83  | Потпредсједник         |
| Жељко Гребенаревић    | Народна странка Радом за бољитак                                               | 4.465        | 0,81  | није изабран           |
| Драган Крстић         | Нова снага српске                                                              | 3.380        | 0,61  | није изабран           |
| Иван Крндељ           | Хрватско заједништво                                                           | 3.270        | 0,59  | није изабран           |
| Шабан Фејзић          | Конгресна народна странка заштите права бораца и грађана – правде и морала БиХ | 2.156        | 0,39  | није изабран           |
| Никола Лазаревић      | Европска еколошка странка Е-5                                                  | 1.686        | 0,30  | није изабран           |
| Фатима Карарић        | Демократска народна заједница БиХ                                              | 971          | 0,18  | није изабран           |
| Драган Мрган          | Демократска народна заједница БиХ                                              | 337          | 0,06  | није изабран           |
| Укупно важећи гласови | Укупно важећи гласови                                                          | 554.571      | 100   | -                      |
| Неважећи гласови      | Неважећи гласови                                                               | 37.625       | -     | -                      |
| Извор: ЦИК            |                                                                                |              |       |                        |